# Colibași, Cahul
Colibași este un sat din raionul Cahul, Republica Moldova.

## Istoric
Pentru prima dată de așezarea Colibași se pomenește prin hrisoavele din secolul XVII. Oficial, Colibașul a fost pentru prima dată atestat documentar în anul 1711, cu toate că satul era populat cu mult mai devreme. Mulți cercetători leagă denumirea „Colibași” cu valorificarea stepelor sălbatice și a bogățiilor luncii inundabile a Prutului, când ciobanii, mereu în căutare de pășuni bogate, își mânau încoace turmele de oi. Astfel, pe malul stâng al Prutului apar colibe. Stăpânilor care le-au ridicat li se mai spuneau colibași. De aici și denumirea de azi a satului – Colibași.
Prezintă interes și alte versiuni privind originea satului și a denumirii lui. Doctorul în științe istorice V.M. Cabuzan susține, în monografia sa „Narodonasilenie Bessarabskoi oblasti i levoberejnih raionov Pridnestrovia”, că satul purta numele Colibași (Culibași), nume ce ține de jugul turcesc.
În perioada colonizării sudului Basarabiei Colibașul, la fel ca și alte sate din stepa Bugeacului, găzduia originari din Bulgaria și Ucraina și de acum în secolul trecut devine unul dintre cele mai mari din ținut. Începând cu anul 1850 aici locuiau peste 740 de oameni care se îndeletniceau cu aratul pământului și pomicultura.

## Populație
Satul Colibași este unul din cele mai populate sate din republică. Dacă în anul 1850 aici locuiau peste 740 de oameni, în anii 1970 în Colibași locuiau aproximativ 4.500 de oameni. Numărul populației a continuat să crească și în anii ce au urmat, astfel la ora actuală populația totală a satului este de 6.030 de oameni. Sporul natural al populației pe teritoriul Colibașului a atins valorile maxime în timpul anilor 70–80 ai secolului trecut. În prezent bilanțul natural al populației este negativ: 0,1–0,5 persoane la 1000 locuitori, ceea ce înseamnă că mortalitatea întrece natalitatea. În 2000 au fost înregistrate 59 decese și 48 nașteri, iar în 2005 61 decese și 54 nașteri. Bilanțul natural foarte mic este rezultatul sărăciei și a emigrărilor masive din ultimii ani a populației tinere.

Graficul mișcării naturale a populației satului

Densitatea populației în satul Colibași este de 75–100 locuitori/km², în comparație cu anul 1970 când erau 50–75 locuitori/km².
Conform datelor pe anul 2005 înregistrate de primăria Colibașului persoanele de sex feminin sunt mai numeroase în comparație cu cele de sex masculin, respectiv femei 3.062, bărbați 2.968. În istoria Colibașului dintotdeauna s-a menținut această balanță.
99% din locuitorii satului sunt reprezentați de moldoveni și români, celelalte etnii reprezintă 1%, respectiv bulgari, ucraineni, ruși, rromi. Practic aceste etnii nu au influențat populația satului, ci din contra au fost asimilați de către populația autohtonă fiind vorbitori de limbă română.
Din numărul total al populației, 20% au studii superioare, 30% sunt absolvenți ai școlii generale și 50% au studii medii necomplete. În prezent Colibașul are 187 studenți, înmatriculați la diverse facultăți atât din capitală, cât și din centrul raional Cahul. Populația mai în vârstă este cea care deține ponderea cea mai mare a numărului de persoane cu studii incomplete și chiar fără studii.
Nivelul de studii
     Studii superioare (20%)
     Studii medii incomplete (50%)
     Școala generală (30%)
Structura confesională
     Biserica Baptistă (16%)
     Biserica Ortodoxă (71%)
     Biserica Adventistă de Ziua a Șaptea (12%)
     Martorii lui Iehova (0,5%)
     Nereligiosi (0,5%)
În ultimii 10-12 ani s-au intensificat mult migrațiile. Oficial, în anul 2005 s-au înregistrat 60 de oameni plecați și 24 veniți, însă în realitate numărul celor plecați este cu mult mai mare. Cei ce pleacă peste hotare la muncă temporară vizează țări precum Rusia, Spania, Portugalia, Israel etc. Acest fapt are ca rezultat scăderea numărului populației satului, scăderea natalității, mărirea numărului populației în vârstă.
Fiind un sat mare, Colibașul dispune de o serie de obiecte culturale. Satul dispune de două grădinițe cu un număr total de 530 copii, dintre care 134 de copii sunt în grupa pregătitoare. În Colibaș activează una dintre cele mai mari școli de pe malul râului Prut. Numărul total al elevilor este de 1099, unde se includ copiii școlii primară, generală și nu în ultimul rând liceul, care și-a căpătat statutul în anul 1998. Liceul teoretic „Vasile Alecsandri” are un număr de 450 elevi, aici făcându-și studiile nu doar copiii din sat, ci și cei din satele vecine Brânza, Vadul-lui-Isac. Unii profesori au înființat diferite cercuri de artă, așa ca: școala muzicală, unde elevii pot învăța pianul, vioara, acordeonul etc.; școala de pictură; școala de dans „Doina Prutului”; școala de limbi străine (engleza și franceza).
Satul dispune și de două biblioteci, a școlii și respectiv a satului. În ultimii ani s-au făcut mai multe donații de carte pentru biblioteca școlii. Biblioteca satului dispune de volume de cărți mai mult în grafia chirilică și limba rusă.
În Colibași funcționează și un spital, care deservește atât populația băștinașă, cât și cea din satele vecine. Aici are loc diagnosticarea, cât și internarea pacienților. Spitalul are aproximativ 150 de locuri. Tot Colibașul este cel care asigură asistență medicală de urgență colibășenilor, vădașilor și brânzenilor. În sat funcționează și un cabinet stomatologic particular, care oferă diverse servicii stomatologice. Tot particulară este și farmacia satului. Atât spitalul, cât și farmacia au fost construite în timpul colhozului, ca ulterior să mai fie reînnoite și reparate.
Majoritatea locuitorilor satului sunt creștini. Numărul mare de locuitori ai satului a determinat existența mai multor înclinări religioase. 
Casa de cultură dispune de aproximativ 300 de locuri. În prezent casa de cultură este folosită mai mult ca loc de distracție pentru tineretul satului.
Colibașul are 5 magazine alimentare și un magazin comercial, de la care sătenii pot procura diferite produse alimentare și obiecte de uz casnic.

## Administrație și politică
Componența Consiliului local Colibași (13 consilieri), ales la 5 noiembrie 2023, este următoarea:
|  | Partid                                | Consilieri | Componență | Componență | Componență | Componență | Componență | Componență | Componență | Componență | Componență | Componență | Componență |
|  | ------------------------------------- | ---------- | ---------- | ---------- | ---------- | ---------- | ---------- | ---------- | ---------- | ---------- | ---------- | ---------- | ---------- |
|  | Partidul Acțiune și Solidaritate      | 11         |            |            |            |            |            |            |            |            |            |            |            |
|  | Partidul Democrația Acasă             | 1          |            |            |            |            |            |            |            |            |            |            |            |
|  | Partidul Liberal Democrat din Moldova | 1          |            |            |            |            |            |            |            |            |            |            |            |

## Agricultura
Agricultura este una din cele mai vechi preocupări cu care se îndeletnicesc colibășenii. Ei cultivă cereale, legume, fructe, culturi tehnice, viță-de-vie. Cercetătorul istoriei Basarabiei A. Scalovschi scria în 1848 că tot drumul districtului Cahul-Prut trecea prin livezi nesfârșite, amintind drumul printre vilele de pe litoralul sudic al Crimeii. Pe atunci satul avea 17.000 pomi fructiferi.
În 1948 nouă familii de colibășeni au hotărât să organizeze un artel agricol. Doar unul avea boroană, altul plug, al treilea cal. În anul următor 27 familii, ajutați de puterea sovietică, au înființat prima gospodărie colectivă numită „Sovetskii Pogranicinic”. Primii colectiviști dispuneau de câteva boroane și pluguri, de 9 boi, 6 vaci și 19 cai. Primele se evaluau în centenare. Abia prin anii 1960 locuitorii au început să dea jos stuful de pe acoperișuri, să-și reconstruiască casele. Tot în această perioadă satul a fost electrificat, s-a început refacerea lui radicală. În același timp este din ce în ce mai mult mecanizată agricultura. Astfel, în timpul URSS, colhozul dispunea de 6.000 hectare terenuri agricole, dintre care 3.900 hectare erau terenuri arabile. Pe aproximativ 1.400 hectare se cultivau plantații multianuale: 1000 hectare de viță-de-vie și 280 hectare de livezi. Se punea accentul mai ales pe dezvoltarea pomiculturii, viticulturii, cultivarea cerealelor.
Actualmente suprafața totală a teritoriului satului Colibași este de 6.912 hectare, dintre care 5.571 hectare revine terenurilor agricole, iar suprafața terenurilor arabile este de 4.163 hectare. Din totalul pământurilor arabile (4.163 hectare) o mare importanță revine cultivării cerealelor, circa 600 hectare grâu, 894 hectare porumb, 120 hectare orz de toamnă, 125 hectare orz de primăvară, 6 hectare ovăz.
Terenurile agricole ocupate de culturile cerealiere
     grîu (34,38%)
     porumb (51,23%)
     orz de toamnă (6,88%)
     orz de primăvară (7,16%)
     ovăz (0,34%)
Pe larg este cultivată și floarea-soarelui pe o suprafață de 968 hectare.
Suprafața cultivată cu viță-de-vie este de 560 hectare, fiind aproape în jumătate ca cea de acum 20 de ani în urmă, ceia ce înseamnă o pondere de 10% din suprafața terenurilor agricole. Se cultivă soiuri de masă, cât și soiuri pentru fabricarea vinului: Aligote, Caberne, Pinot, Sovinion, Fetească, Merlo, Muscat-de-Hamburg, Muscat-de-Italia, Suruceni, Moldova, Doina etc.
Foarte mică este suprafața ocupată de livezi 30 hectare, ceia ce înseamnă mai puțin de 5% din totalul terenurilor agricole. În comparație cu suprafața ocupată de livezi din timpul URSS aceasta s-a micșorat aproape de zece ori, de la 280 hectare până la 30 hectare. Odinioară pe larg se cultiva piersicul, caisul, mărul, prunul, nucul. În prezent, însă, se cultivă doar mărul și prunul, ce sunt mai puțin pretențioase la condițiile de mediu.
În ultimele decenii s-a micșorat mult suprafața cultivată cu legume, astfel, suprafața ocupată de mazăre este de 103 hectare, fasole 45 hectare, cartofi 15 hectare, ceapă 16 hectare, bostănoase 10 hectare, usturoi 4 hectare, morcov 3 hectare, roșii 3 hectare, sfeclă-roșie 2 hectare. Cauza principală a dezvoltării slabe a agriculturii este lipsa apei pentru irigarea legumelor în timpul secetos de vară.
În anii ce au urmat după destrămarea colhozului s-au micșorat mult terenurile ocupate de pășuni, apoi în ultimii 4-5 ani ele s-au mărit, deoarece mulți oameni nu mai au posibilitate să cultive tot pământul pe care-l dețin. În prezent teritoriul pentru pășunatul animalelor este de 818 hectare, ceia ce înseamnă aproximativ 8% din totalul terenurilor agricole.
În total aceste suprafețe însumează 2.914 hectare, iar 1.249 hectare sunt neînsămânțate.
În prezent în sat nu există forme asociate în agricultură, ci activează 1.471 gospodării țărănești. Plus la acestea mai mult de jumătate din populația satului deține sere, unde cultivă în special varză, ridiche, roșii, castraveți. De regulă, legumicultura este mai dezvoltată în apropierea bazinului râului Prut, unde se găsește apă pentru irigare. Pentru țărani această activitate fiind aproape unica sursă de supraviețuire.
Din totalul terenurilor satului 6.912 hectare , 5.571 revin terenurilor agricole, restul terenurilor sunt ocupate de : plantații forestiere 491 hectare, drumuri de țară 295 hectare, terenuri sub ape 277 hectare, 129 hectare sunt ocupate de construcții, 22 hectare de străzi și piețe, circa 10 km de șosea, 127 hectare de alte terenuri, inclusiv 56 hectare sunt ocupate de râpi. Suprafața ocupată de localitate este de 366 hectare. 
În ceia ce privește zootehnia satului, locuitorii s-au specializat mai mult în creșterea ovinelor și caprinelor, aceasta datorându-se faptului că localitatea este situată în zona de stepă. Acestei ramuri a zootehniei îi revine circa 50% din totalul șeptelului de animale a satului. Pe al doilea loc se situează bovinele cu aproximativ 30% din totalul șeptelului și apoi porcinele cu aproximativ 20% din total. Ovinele și caprinele reprezintă o sursă sigură în asigurarea populației cu carne, lână și brânză. Se cresc specii cum sunt: țigaia, țurcana. Bovinele se cresc mai mult pentru lapte, iar porcinele pentru carne și grăsime. Numărul de animale la 1 hectar de pășune este de aproximativ 2 capete. Pe timpul colhozului în Colibași exista una dintre cele mai mari ferme de creștere a bovinelor din republică. Complexul se mândrea cu unele dintre cele mai calificate cadre în domeniu, reușind să colecteze anual câte 4,5 – 5,0 mii litri de lapte de la o vacă. Depozitul de furaje era unul dintre cele mai mari din republică, la construcția căruia s-au cheltuit 1 mln de ruble. În prezent nu ne mai putem mândri cu toate acestea, deoarece nu mai există nimic din ceia ce a fost cândva. La ora actuală mai sunt câteva stâne de creștere a oilor, unde ciobanii prepară renumita bronză de oaie din regiunea de sud. Din păcate, în sat nu există centre de prelucrare a laptelui, însă există centre de colectare, care reprezintă o sursă de venit pentru populație.
Pe lingă creșterea ovinelor, caprinelor, porcinelor și bovinelor localnicii mai cresc în gospodărie și animale de tracțiune: cai, măgari, numărul acestora din urmă fiind mai mare, deoarece necesită o cantitate mai mică de furaje.
Prezența unui spectru divers de specii de plante ierboase cu flori bogate în nectare, cât și a climatului favorabil a determinat dezvoltarea apiculturii. Pentru crescătorii de albine această activitate reprezintă atât o plăcere sufletească, cât și un mic business. În prezent în sat există aproximativ 180-200 familii de albine. Pe lângă faptul că albinele furnizează miere, care este un aliment foarte hrănitor, ele mai ajută și la polenizarea florilor, contribuind astfel la sporirea producției agricole.
O altă activitate îndrăgită de locuitorii Colibașului, activitate ce este practicată doar de bărbați și care este cunoscută de localnici din cele mai vechi timpuri este pescuitul. Dacă în trecut buneii și străbunii noștri veneau de la pescuit cu căruțele pline cu pește, astăzi, însă, nu mai este ca pe vremea lor. În prezent se pescuiesc cantități mici de pește, cauza principală fiind micșorarea numărului de specii. Pescuitul are loc de obicei în apele râului Prut, iar atunci când acesta își revarsă apele, în lunca inundată. Se pescuiește în cantități mai însemnate așa specii de pești: crap, caras, șalău și mai rar somn, știucă. Unii pescari, posedând licență de permisiune pot pescui în apele lacului natural Manta, care se află lângă teritoriului satului. Dacă pentru apicultori apicultura reprezintă un mic business, nu putem afirma același lucru și despre pescari, ei de-abia dacă asigură familia.

## Industria
Ca orice sat mare, și Colibașul, are dezvoltată o mică industrie de deservire a populației. Satul dispune de o moară, construită în timpul existenței colhozului, la care colibășenii pot face făină de grâu, de porumb, diferite amestecuri. În prezent moara nu poate să funcționeze la capacitatea maximă, deoarece se află în criză tehnică, însă cândva aceasta deservea nu numai populația autohtonă, ci și populația vecină.
Pe când cele două oloinițe, care asigură sătenii cu ulei, în special de floarea-soarelui, funcționează la capacitățile lor maxime, asigurând populația 100%.
O importanță deosebită pentru satul Colibași o are fabrica de vinuri din sat, care prelucrează strugurii și îmbuteliază vinul. Baza materială a fabricii este asigurată atât de livrările de struguri ai locuitorilor satului, cât și a satelor vecine.
Dacă în timpul colhozului Colibașul dispunea de 100 tractoare, 80 mașini agricole, 23 combaine, mii de alte mecanisme, astăzi toate acestea țin de domeniul trecutului. Au mai rămas câteva tractoare, 1-2 combaine, restul fiind toate distruse, furate. Vechiul atelier de reparație a mașinilor agricole și utilajului tehnic, care odinioară asigura 100% populația cu serviciile tehnice necesare, în prezent a ajuns să funcționeze la capacitățile minime.
Pe lângă toate acestea unii din locuitorii satului au fost foarte inventivi și și-au creat propria afacere în propria casă. Astfel, unii se ocupă cu prepararea pastelor făinoase chiar sub ochii clientului, alții s-au specializat în tăbăcirea pieilor, alții în confecționarea căciulilor din piele de iepure, de oaie.
Din păcate s-au pierdut vechile tradiții ale gospodarilor și gospodinelor din trecut de a țese covoare din lână naturală, de a broda, tricota. Doar unele femei mai în vârstă se mai îndeletnicesc cu asemenea activități, împletind diferite articole vestimentare: bluze, mănuși, ciorapi, toate din lână de oaie.

## Transport
În ceia ce privește căile de comunicație satul Colibași este un sat modern în comparație cu unele sate din Republica Moldova. El este situat la intersecția unor șosele naționale. Cei 10km de șosea îi oferă un aspect urban. Șoseaua care trece prin sat este una națională, făcând legătura între centrul raional orașul Cahul și cu satele vecine (Brânza, Vadul-lui-Isac). Tot această șosea este cea care leagă satul cu orașul Galați (România). Datorită finisării în luna august 2008 a lucrărilor de construcție a căii ferate Cahul - Giurgiulești, satul Colibași in prezent dispune de cale ferată.
La moment are loc gazificarea satului, mai mult de jumătate din sat fiind deja gazificat. Acest lucru s-a dorit încă în anii din timpul colhozului, și iată în prezent s-a ajuns să se îndeplinească aceasta dorință a localnicilor.
În ultimii 4-5 ani Internetul a ajuns în sfârșit și în unele din casele colibășenilor, cei drept a celor mai înstăriți, însă nu aceasta este important, ci însăși faptul că acesta există în sat. De asemeni s-au instalat cabluri TV cu diferite canale la diferite prețuri. În ultimii doi ani au fost înregistrate noi numere de telefon, astfel că, rar om în sat care la moment nu dispune de telefon.
Toate acestea atribuie Colibașului un aspect de sat modern al Moldovei, un sat cu oameni harnici și dornici de a crea tot ce-i frumos pentru localitatea natală.

## Resursele naturale
Fiind un sat situat în zona de stepă, Colibașul, dispune de resurse naturale caracteristice acestei zone. Se evidențiază prezența substanțelor minerale utile, ca nisip, argilă, substanțe minerale ce sunt pe larg folosite în construcții. Se deosebesc două tipuri de argilă și anume pentru producerea cărămizii, țiglei și ceramicii și al doilea tip pentru producerea betonului ușor (cheramzitei). Nisipurile sunt și ele de două feluri: pentru construcție și pentru producerea silicaților. 
Pe teritoriul satului alte tipuri de resurse minerale utile nu există. Însă la câțiva kilometri de sat, aproximativ 10–15 km, în comuna Văleni, se găsesc zăcăminte neînsemnate de petrol, care în ultimii ani au început să fie intens valorificate de compania străină REDECO.
În ceia ce privește protecția substanțelor minerale utile ale Colibașului nu prea se aplică măsurile cuvenite, adică populația extrage nisipul, argila de acolo de unde-i mai convenabil de extras. Astfel, de multe ori aceste procese duc la degradarea unor teritorii prin erodare, îndepărtare a stratului fertil de sol de la suprafață. În prevenirea și stoparea acestui fenomen autoritățile locale ar trebui să amenajeze locuri special destinate în acest scop, iar după exploatarea lor să fie nivelate terenurile în cauză.
Relieful caracteristic teritoriului satului este cel de câmpie slab fragmentat. Anume relieful este cel care favorizează în mare parte dezvoltarea agriculturii, stimulând cultivarea întregului spectru de culturi agricole, începând de la cereale până la plante multianuale.
Resursele funciare reprezentate prin sol, sunt una dintre cele mai prețioase resurse ale satului. În ultimii ani se observă o degradare vizibilă a acestora, atât sub influența factorilor naturali, cât și a celor antropici. Aproximativ 10% din totalul terenurilor sunt erodate, proces provocat de natură, însă în mare parte și de om. Oamenii, în valorificarea solului nu întotdeauna țin cont de caracterul reliefului, îmbinarea corectă a culturilor, aplicarea greșită a asolamentelor, utilizarea mașinilor învechite, fapt ce duce la excluderea din circuit a unor teritorii. 
În legătură cu criza economică, începând din anii 1990 cantitatea de îngrășăminte minerale folosite la hectar s-a micșorat de mai multe ori, ajungând doar la 3–5 kg/ha, ceia ce este foarte puțin în comparație cu cantitatea folosită în timpul colhozului, circa 200–300 kg/ha. Aceasta a dus la scăderea procentului de humus din sol, fiind doar de 2-3%.
Nefolosirea îngrășămintelor chimice în cantitățile care se foloseau în timpul colhozului, permite obținerea unei roade mai puțin bogate, însă ecologic pură. Aceasta fiind unica particularitate pozitivă creată de criza economică acută.
În scopul rezolvării acestor probleme, populația împreună cu autoritățile au luat câteva măsuri în acest sens, și anume:
•	Au împădurit unii versanți;
•	Încearcă o îmbinare corectă și rotație a culturilor agricole;
Localnicii sunt conștienți de faptul dacă nu vor întreprinde nimic în acest scop urmașii lor riscă să sufere foarte mult.
Resursele climatice, și anume regimul termic, durata dezvoltării culturilor agricole, favorizează dezvoltarea diferitor culturi. Factorul negativ climatic este cantitatea insuficientă a precipitațiilor atmosferice, ceia ce micșorează roada diferitor culturi. Acest teritoriu este supus destul de frecvent secetelor, de aceia terenurile agricole, cel puțin parțial au nevoie de irigație cu apele râului Prut, ceia ce cu regret nu se îndeplinește decât doar pe o parte foarte mică din teritoriu – în grădinile de pe lângă gospodărie.
Resursele acvatice amplasate pe teritoriul satului Colibași sunt, în general, puține. Pentru unii locuitori apa reprezintă o problemă serioasă. Principala sursă de apă a Colibașului este apa râului Prut. Aceasta este în special folosită pentru irigarea terenurilor din gospodării. Sursa principală de apă potabilă o reprezintă apa din izvoarele subterane a celor 20 de fântâni din sat. Din păcate fântânile și apa râului Prut nu pot asigura în totalitate necesitățile populației. Criza apei este cel mai bine simțită în perioada caldă a anului.
Resursele de vegetație naturală, circa 8% din teritoriul satului este ocupat de pășuni și numai 491 hectare din totalul terenurilor satului de 6.912 hectare sunt ocupate de plantații forestiere. Pășunile sunt de calitate inferioară, iar pădurile sunt foarte tinere, excepție făcând doar fâșia de pădure din partea de nord – est a satului, numită „Flămânda”. Vegetația de pășune și pajiște favorizează creșterea animalelor, în special a ovinelor și caprinelor, mai puțin a bovinelor, care au nevoie de un covor vegetal mai bogat pentru a se alimenta. Pășunatul intensiv și neglijența oamenilor au dus la degradarea îngrijorătoare a pășunilor, astfel că abia se mai pot paște chiar și ovinele. Cât despre protecția acestora autoritățile locale nu prea se implică.
Resursele animaliere, valorificarea intensă a teritoriului, micșorarea speciilor de plante a dus la nimicirea în masă a lumii animale. Vânatul nu este atât de intensiv în Colibași, poate din cauza numărului foarte mic a animalelor și păsărilor. Totuși în cantități mici se vânează iepurele-de-câmp, mistrețul. În cantități mai mari se vânează în bazinul râului Prut, în special păsările acvatice: rațe, gâște sălbatice. Este pe larg răspândit pescuitul, care în perioada de înmulțire a peștelui, autoritățile locale se confruntă cu adevărate probleme în ceia ce privește braconajul. Nerespectarea regulilor au ca rezultat aplicarea unor amenzi mari.

## Probleme ecologice
Starea ecologică a satului Colibași este mult asemănătoare cu cea a celorlalte sate din republică. Și Colibașul se confruntă cu o serie de probleme care pun în primejdie sănătatea oamenilor.
Problema cea mai stringentă la ora actuală pare a fi cea a deșeurilor. Deșeurile menajere sunt depozitate împreună cu cele provenite de la creșterea animalelor, fiind aruncate în locuri neautorizate (râpe, pâraie etc.). Aceasta din cauză că nu există acea groapă de gunoi autorizată, unde locuitorii ar putea arunca deșeurile. Deșeurile sunt principala sursă de poluare a solului, a apelor, aerului pe teritoriul Colibașului. Pentru diminuarea poluării mediului este necesar ca APL și primăria satului să asigure un management adecvat al deșeurilor în localitate, inclusiv construcția depozitelor deșeurilor menajere solide conform cerințelor legislative și normative din domeniul mediului.
Proporții îngrijorătoare capătă poluarea apelor subterane cu compuși ai azotului (amoniac – apele de la adâncimi mari și nitrați – apele freatice). Sursa principală de poluare o reprezintă gunoiul de grajd și cel menajer.
După indicii hidrobiologici ai râului Prut în sectorul Colibașului, în medie este moderat poluată (clasa a III-a de calitate), variind de la clasa I până la a IV-a. („Republica Moldova. Mediul înconjurător: Starea și dinamica”, 1997). Starea sanitaro-epidemiologică a resurselor acvatice în locurile de utilizare a apei (agrement, captare, pentru scopuri potabile etc.) denotă că ponderea probelor de ape de suprafață ce nu corespund normativelor sanitaro-igienice, conform datelor supravegherii sanitaro-epidemiologice, în anul 2005, variază de la 20% până la 30%.
Dacă sursa principală de poluare a resurselor funciare în trecut erau pesticidele, ierbicidele folosite în agricultură, astăzi din cauza crizei economice sursa numărul unu de poluare rămân deșeurile menajere și gunoiul de grajd. Tot factorul antropic provoacă în mare parte și erodarea solului prin acțiunile sale nechibzuite: aratul incorect, cultivarea fără rotație a unor culturi agricole etc., care duc la degradarea continuă a terenurilor arabile. Pe lângă om o mare contribuție în acest sens o are și natura, și anume: ploile torențiale din perioada caldă a anului, care spală stratul de sol, înghețurile de primăvară și toamnă.
O altă problemă cu care se confruntă autoritățile locale este cea a defrișării pădurilor. Satul dispune de un procent foarte mic de păduri, însă oamenii nu înțeleg că dacă vor continua în acest fel „plămânii” satului cu timpul pot dispărea. În acest sens acum câțiva ani s-a interzis strict tăierea copacilor, fiind luate cele mai drastice măsuri împotriva celor care încalcă legea. Astfel, la ora actuală starea pădurilor Colibașului este cât de cât satisfăcătoare. Deosebit de important este faptul că în anul 2002 – 2003 a fost împădurit lunca Prutului. Deja de trei ani localnicilor le este interzis pășunatul aici, astfel plopii care au fost plantați și plantele tipic de stepă sunt aproape ca odinioară. Problemele legate de braconaj sunt foarte mult simțite în ceia ce privește pescuitul și vânatul păsărilor acvatice din bazinul râului Prut. Se vânează îndeosebi rața sălbatică, gâsca sălbatică. În acest sens deja de câțiva ani buni în perioada de înmulțire a peștilor autoritățile interzic cu strictețe pescuitul, dând amenzi foarte mari. În scopul organizării pescuitului industrial în anul 2003, de către Comisia de Acordare a Autorizațiilor pentru genurile de activitate ce țin de protecția mediului înconjurător și utilizarea resurselor naturale, creată pe lângă Ministerul Ecologiei, Construcției și Dezvoltării Teritoriului, au fost eliberate mai multe autorizații pentru pescuitul industrial în întreaga republică, dintre care câteva și în satul Colibași. („Republica Moldova. Mediul înconjurător: Starea și dinamica”, 1997). 
Acestea ar fi cele mai importante probleme ecologice de pe teritoriul satului Colibași, unele fiind luate în vizorul autorităților locale în modul cel mai serios, altele fiind neglijate complet. Oricum noi știm ca colibasenii își iubesc satul si vor înțelege ca păstrând natura de fapt se păstreze pe ei.

## Concluzii
În concluzie, teritoriul satului Colibași este amplasat la sud, în zona de stepă a Moldovei. Din punct de vedere tectonic teritoriul satului Colibași este amplasat pe platforma Paleozoico-Mezozoică. Pe parcursul erelor geologice regimul geosinclinalelor se schimba cu regimul continental, ceia ce a determinat acumularea de diverse depozite, care sînt în special reprezentate de nisip, argilă, pietriș, prundiș. Se aflorează depozitele Ponțiene, Mioțiene, Pliocene, Cuaternare. 
Din punct de vedere geomorfologic acest teritoriu face parte din cadrul Câmpiei Prutului Inferior. Procesele tectonice ce au avut loc în trecut, și anume procesele neotectonice lente de ridicare au dus la formarea reliefului actual. Astfel că, teritoriul satului Colibași reprezintă o câmpie slab fragmentată. Relieful cu o altitudine mică 100–130 m, cu un grad mic de dezvoltare a proceselor endogene și exogene favorizează dezvoltarea agriculturii.
Teritoriul dispune de surse mari de căldură, ceia ce favorizează cultivarea diferitor culturi agricole iubitoare de căldură. Factorul negativ este că cantitatea de precipitații care pe teritoriul Colibașului este foarte mică 450–500 mm, ceia ce creează un mare deficit de umiditate. Un alt fenomen negativ sunt ploile torențiale, grindina, secetele, înghețurile de primăvară și toamnă, care afectează în primul rând agricultura.
Cantitatea mică de precipitații atmosferice a determinat într-o oarecare măsură repartiția și prezența resurselor acvatice. Resursele de apă reprezintă o problemă foarte mare pentru unii din locuitorii satului. Unica arteră fluvială este râul Prut, de-a lungul căruia este amplasat Colibașul. Teritoriul mare, populația numeroasă și distrugerea sistemului de irigație din trecut au dus la agravarea situației în ceia ce privește irigarea și asigurarea cu apă a locuitorilor satului. Astfel că, astăzi mai mult de jumătate din populația satului este slab asigurată cu apă. Cu toate că satul dispune de 20 fântâni cu apă potabilă, acestea, însă, nu pot asigura pe deplin necesitățile. Circa 50% din populația satului simt lipsa apei potabile.
Pe an ce trece vegetația naturală ocupă suprafețe tot mai mici. Din vegetația arborescentă naturală de odinioară astăzi s-a păstrat un procent foarte mic: pădurea de stejar din N-E satului, restul plantațiilor forestiere sunt toate plantate de om (plop, salcâm). În total fâșiile forestiere a satului Colibași au o suprafață de 491 ha. Suprafața de pășuni este de asemeni foarte mică (8% din totalul teritoriului satului) și pe lângă aceasta în mare măsură degradate.
Micșorarea suprafețelor ocupate de păduri, de vegetație naturală a determinat și scăderea unui număr mare de animale, păsări, care odinioară se găseau aici din belșug. Într-un număr mai mare se mai întâlnește: iepurele, țistarul, hârciogul, cârtița etc. și respectiv : pițigoiul, graurul, vrabia, sticletele etc. Bogată este lumea acvatică din bazinul râului Prut: crap, caras, șalău, plătică, știucă etc. Zonei de stepă îi sunt caracteristice prezența reptilelor: șarpele cu abdomen galben, șarpele de casă, vipera de stepă etc. Animalele se vânează în cotități mici: iepurii, gâștele, rațele sălbatice.
Pentru acest teritoriu este caracteristic prezența solurilor de cernoziom, care conțin o cantitate mică de humus, însă chiar și așa,  ele sunt cele mai fertile soluri de pe teritoriul satului. Factorul negativ este dezvoltarea eroziunii plane și liniare, care duce la spălarea stratului de sol fertil. Pentru mărirea fertilității solului este nevoie de folosirea îngrășămintelor minerale și organice, care în prezent din cauza surselor minime financiare locuitorii folosesc cantități foarte mici, în mediu 2–4 kg/ha.
După numărul populației și suprafața teritoriului, Colibașul se situează printre primele locuri în republică. Numărul de locuitori în prezent este de 6.030 oameni. Densitatea populației este de 75-100 persoane /100 km2. În ultimii ani se înregistrează un bilanț negativ al populației, unde mortalitatea întrece natalitatea - 0,1 - 0,5. Un fenomen îngrijorător sunt migrațiile, care duc la scăderea numărului populației apte de muncă.
Colibașul dispune de o serie de obiecte culturale: grădiniță, școală, școală de dans, de muzică, pictură, spital, bibliotecă, casă de cultură, biserică.
Ocupația de bază a colibășenilor este agricultura. Având parte de o climă foarte favorabilă, soluri prielnice , locuitorii cultivă un spectru larg de culturi agricole: cereale (grâu, orz, ovăz), legume (roșii, varză, ardei etc), legumicultura fiind mai dezvoltată în lunca râului Prut, unde sunt condiții favorabile de aplicare a irigației. Se mai cultivă vița-de-vie, care reprezintă atât emblema sudului, cât și a satului. Puține mai sunt suprafețele cultivate cu livadă, aproximativ 30 ha din totalul terenurilor. această cifră mică se datorează lichidării în masă din ultimii ani a livezilor.
Prin urmare resursele naturale ale teritoriului caracterizat (relieful de câmpie slab fragmentat, clima blândă etc.) într-o oarecare măsură favorizează dezvoltare diferitor culturi agricole. Însă, cei mai negativi factori care se răsfrâng asupra agriculturii este cantitatea mică de precipitații și fenomenele meteo negative menționate în text.
Un alt factor negativ care se răsfrânge negativ asupra mediului înconjurător și asupra populației sunt deșeurile. Lipsa unei gropi special amenajată creează mari probleme satului. Deșeurile (deșeuri solide provenite din gospodării, gunoiul de grajd etc.) sunt amplasate în voia sorții în râpi, pâraie și chiar pe malul râului Prut. Această problemă ecologică este cea mai stringentă la ora actuală pentru satul Colibași, necesitând luarea unor măsuri urgente.

## Personalități

### Născuți în Colibași
- Chiril Sberea (1890–?), topograf și politician moldovean, membru al Sfatului Țării al RD Moldovenești.